# Saltillo (Tennessee)
Saltillo és una població dels Estats Units a l'estat de Tennessee. Segons el cens del 2000 tenia 342 habitants.

## Demografia
Segons el cens del 2000, Saltillo tenia 342 habitants, 155 habitatges, i 93 famílies. La densitat de població era de 148,4 habitants/km².
Dels 155 habitatges en un 23,2% hi vivien nens de menys de 18 anys, en un 43,2% hi vivien parelles casades, en un 12,9% dones solteres, i en un 40% no eren unitats familiars. En el 36,1% dels habitatges hi vivien persones soles el 20,6% de les quals corresponia a persones de 65 anys o més que vivien soles. El nombre mitjà de persones vivint en cada habitatge era de 2,21 i el nombre mitjà de persones que vivien en cada família era de 2,84.
Per edats la població es repartia de la següent manera: un 20,2% tenia menys de 18 anys, un 5,8% entre 18 i 24, un 21,3% entre 25 i 44, un 32,2% de 45 a 60 i un 20,5% 65 anys o més.
L'edat mediana era de 46 anys. Per cada 100 dones de 18 o més anys hi havia 80,8 homes.
La renda mediana per habitatge era de 20.583 $ i la renda mediana per família de 26.250 $. Els homes tenien una renda mediana de 26.875 $ mentre que les dones 17.813 $. La renda per capita de la població era de 12.953 $. Entorn del 9,4% de les famílies i el 13,5% de la població estaven per davall del llindar de pobresa.

## Poblacions més properes
El següent diagrama mostra les poblacions més properes.